# Bodenhausen (Ehlen)
Koordinaten: 51° 20′ 15″ N, 9° 18′ 11″ O

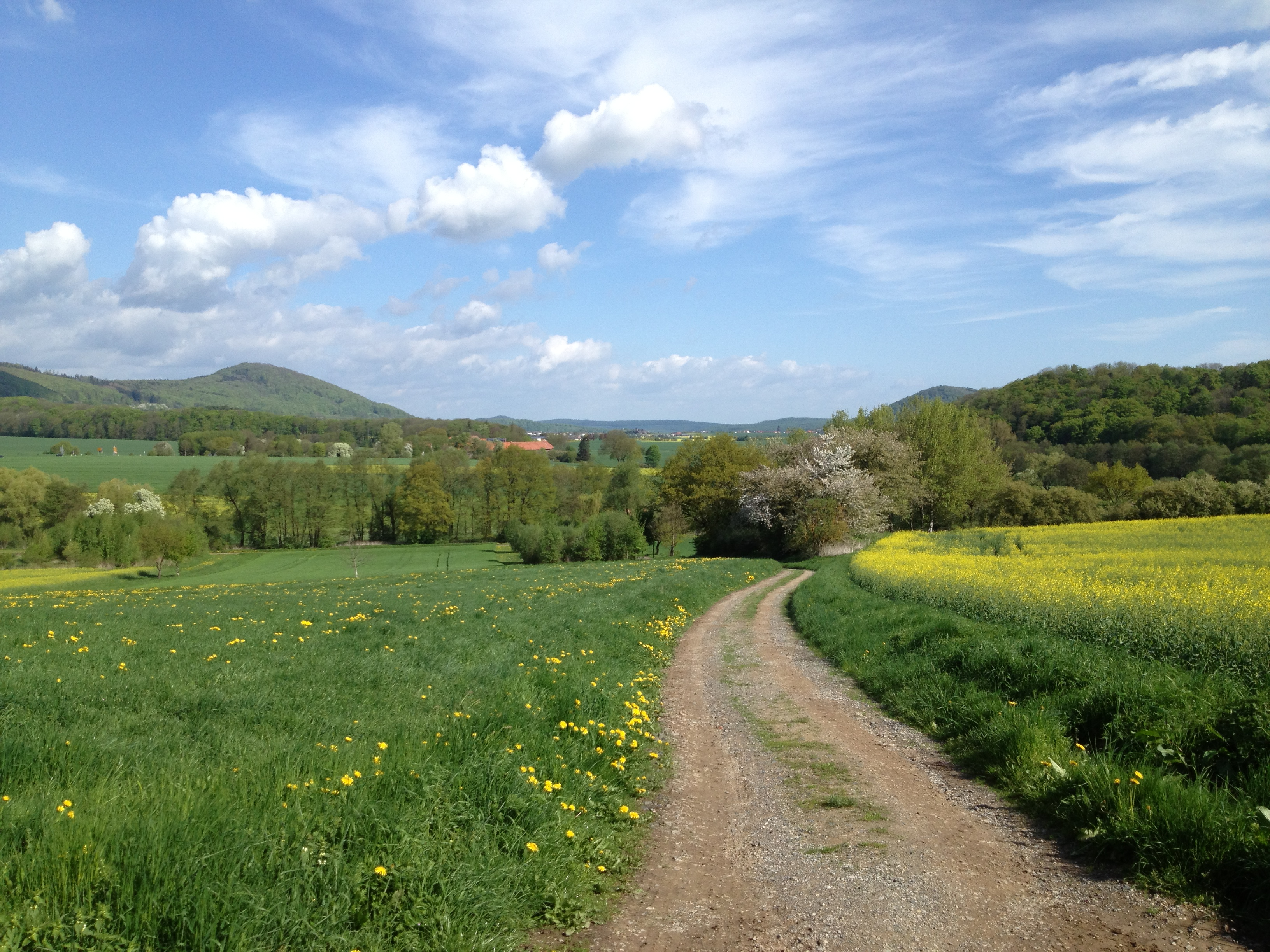
Blick von Ehlen in das Warmetal; in der Mitte sieht man das Gut Bodenhausen

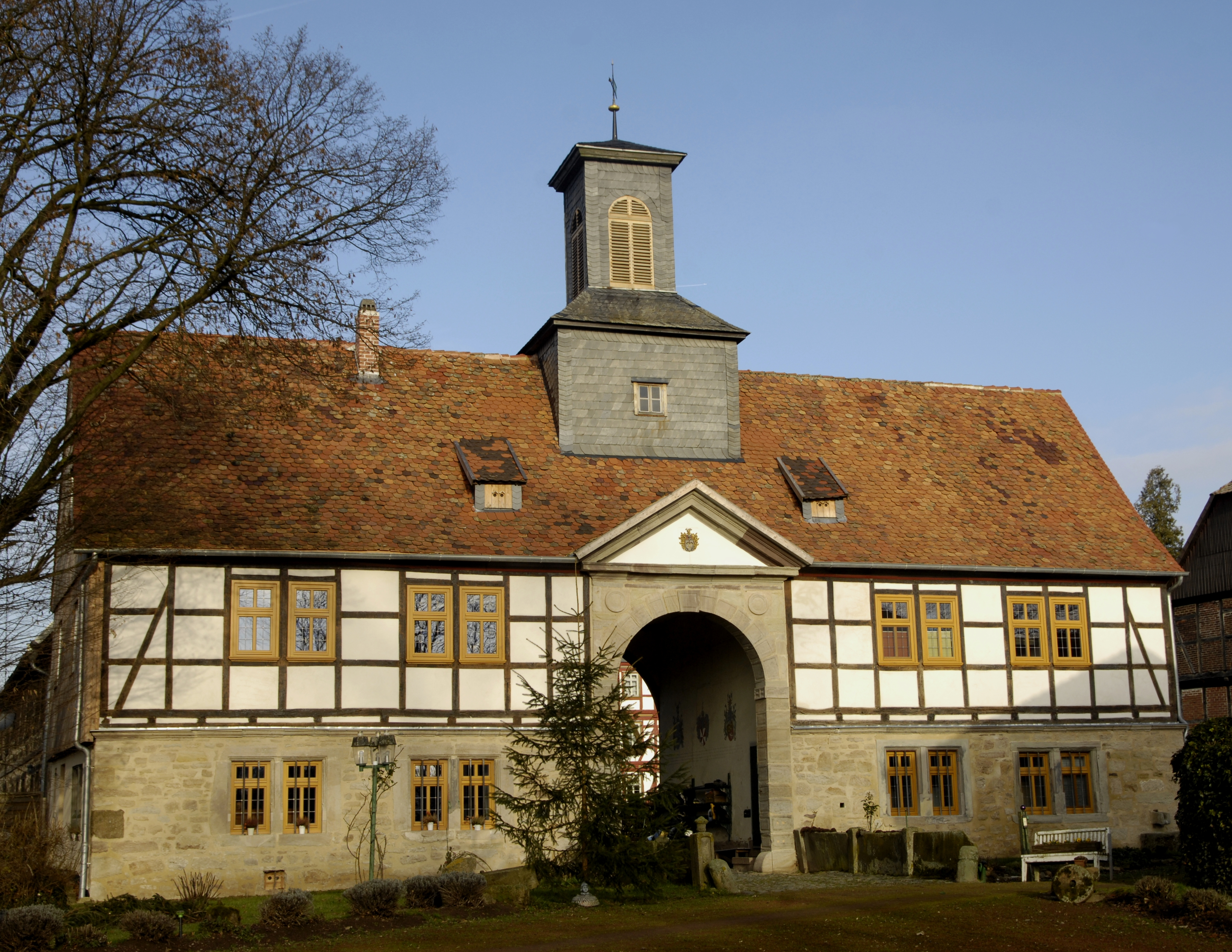
Das Torhaus des Gutes. Wappen von Motz

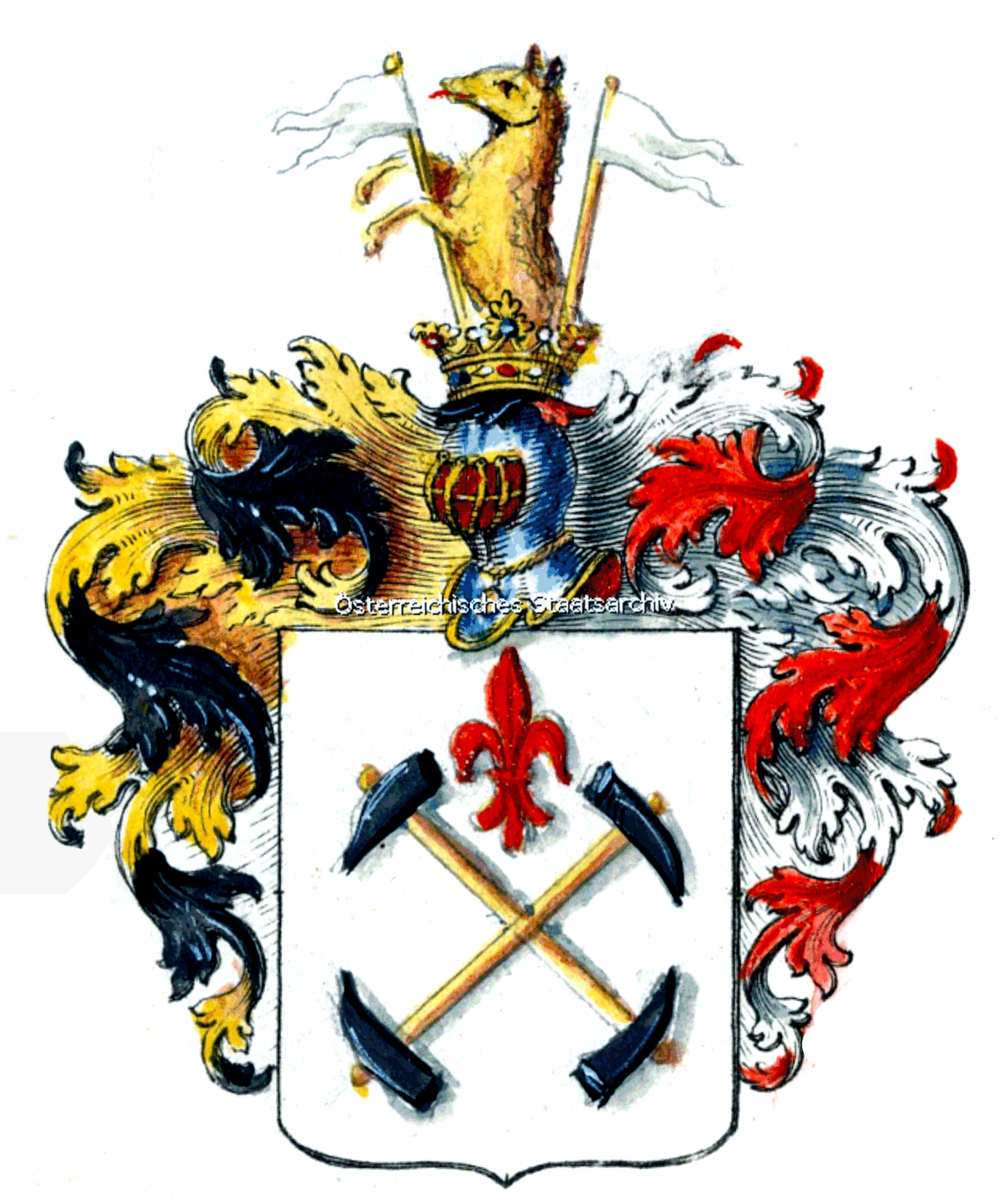
Wappen von Motz

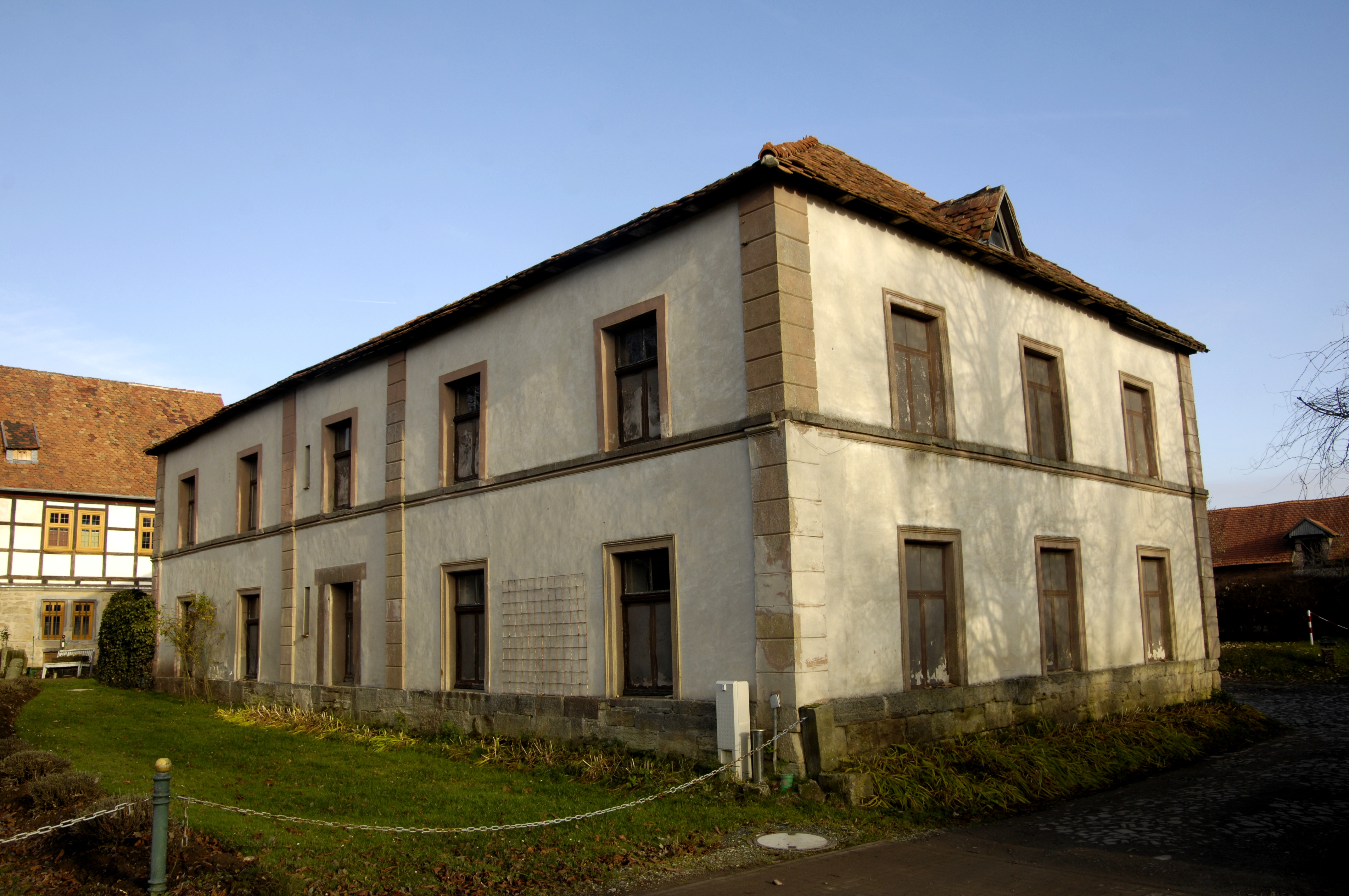
Das ehemalige Pächterhaus

Bodenhausen, ein ehemaliges Rittergut, ist eine Gehöftgruppe in der Gemarkung von Ehlen, einem Ortsteil der Gemeinde Habichtswald im nordhessischen Landkreis Kassel.

## Geographie
Bodenhausen liegt im Naturpark Habichtswald, 1,5 km nordwestlich von Ehlen. Es befindet sich im Zierenberger Grund (Naturraum 342.11), dem nördlichen Teil der Habichtswälder Senke (Naturraum 342.1), auf etwa 310 m ü. NHN im Tal der Warme, die auf ihrem Weg nach Norden etwa 200 m östlich vorbeifließt.
In unmittelbarer Nähe des Guts liegt das Naturschutzgebiet Habichtstein und Warmetal bei Ehlen (CDDA-Nr. 163465; 1989 ausgewiesen; 38 ha groß), das sich in zwei Teilen am östlich gelegenen Habichtsstein (auch Habichtssteine genannt; ca. 345 m) und an einem Teich im Westen der Gutslage ausbreitet.
Die Landesstraße 3220 von Ehlen nach Zierenberg führt, von ihrer etwa 250 m weiter südlich befindlichen Kreuzung mit der L 3390 kommend, im Bogen unmittelbar südlich und östlich um das Hofgelände herum. Das Gut liegt am Studentenpfad, der die vier Universitätsstädte Göttingen, Kassel, Marburg und Gießen verbindet, außerdem am Märchenlandweg und am Warmetal-Radweg.

## Geschichte
Die erste schriftliche Erwähnung des Orts findet sich in einer zwischen 1084 und 1088 ausgestellten Urkunde, in der Erzbischof Wezilo von Mainz die Schenkung des Hofes „Botinhusun“ an das etwa 2,5 km südwestlich gelegene Kloster Hasungen bestätigte. Später findet der Ort Erwähnung als „Budinhusen“ (1100) und „Bodenhosen“ (1234) und als „villa“ (1239) und „freier Hof“ (1355).
Bis zu seiner Auflösung im Jahre 1527 besaß das Kloster Anteile am Gut Bodenhausen. Danach fiel das Gut an Landgraf Philipp I., der es zunächst durch einen Verwalter bewirtschaften ließ, bevor er es 1539 an seinen Kammermeister Christoph Scherer gab. Ab 1662 gehörte es dem Geheimen Rat und Rentkammerpräsidenten Nikolaus Sixtinus d. J. Mit dessen Tochter Catharina (1617–1698) kam es an deren Ehemann, den Geheimen Rat Johannes Goeddaeus (1601–1657). und dann an beider Sohn Nikolaus Wilhelm Goddaeus (1646–1719), von 1695 bis zu seinem Tod Kanzler der landgräflich Hessen-Kasseler Regierung. Dessen Tochter aus dritter Ehe, Maria Amalia Goeddaeus (1710–1784), erbte Bodenhausen, und durch ihre Ehe mit dem Hessen-Kasseler Vizekanzler Christian Heinrich Motz (1687–1751) kam das Gut in den Besitz der Familie Motz. Über den Sohn der beiden, den 1780 in den Reichsadelsstand erhobenen hessischen Geheimen Rat und Rentkammerpräsidenten Friedrich Ludwig von Motz (1732–1817), und dessen Sohn, den kurhessischen Finanz-, Justiz- und Außenminister Gerhard Heinrich von Motz (1776–1868), kam Bodenhausen an die Tochter des letzteren, Helene (1825–1912). Diese brachte das Gut durch ihre Heirat 1848 mit dem aus hessischem Uradel stammenden königlich-norwegischen Kammerherrn und Ministerresidenten Karl Friedrich Adalbert von und zu Mansbach (1820–1890) an die von und zu Mansbach. Noch heute ist es im Besitz der Nachkommen, gegenwärtig von Barbara Weidel (geb. von Mansbach) und ihrem Ehemann. Es wird zur Pony- und Rinderzucht, vornehmlich mit Weidebetrieb, genutzt.

## Ehemaliges Zubehör
Zum Gut Bodenhausen gehörten auch zwei am Rande des heutigen Naturschutzgebiets Habichtstein gelegene Mühlen und das Vorwerk Kalenberg.
Die etwa 250 m östlich des Gutshofs am Fuß des Habichtsteins gelegene Habichtsteiner Mühle, erstmals in 1433 erwähnt, wurde 1977 nach einem Brand abgerissen. In dieser Mühle, die beträchtliche jährliche Abgaben an das Kloster Hasungen zu zahlen hatte, ließen die Bauern aus Ehlen und Dörnberg ihr Getreide mahlen und schroten. Ein von der Warme abgeleiteter Mühlgraben trieb das oberschlächtige Mühlrad von fast 6 m Durchmesser.
Die Bodenhäuser Ölmühle, etwa 800 m ostnordöstlich des Gutshofs, bestand seit etwa 1650. Sie wurde vom verlängerten Mühlgraben der Habichtsteiner Mühle angetrieben und produzierte Öl aus Leinsamen und Mohn. Der Mahlbetrieb wurde gegen Ende des 19. Jahrhunderts eingestellt und die Mühle wurde in einen landwirtschaftlichen Hof umgewandelt. Das heute dort stehende Haus stammt aus dem Jahr 1813.
Das 1747 erstmals urkundlich erwähnte Vorwerk Kalenberg, dessen genaue Lage nicht bekannt ist, gehörte ebenfalls zum Gut Bodenhausen. Es wurde um 1800 aufgegeben und seine Flur wurde mit dem des Guts Bodenhausen zusammengelegt.

## Die Anlage
Nach dem Ende des Dreißigjährigen Kriegs (1618–1648), in dem die Anlage teilweise zerstört worden war, wurde sie repräsentativ wieder neu aufgebaut. Sie besteht heute aus einem durch Scheune und Stallgebäude getrennten südlichen und einem nördlichen Teilbereich, wobei der (ältere) nördliche heute der Wohnbereich, der südliche der Wirtschaftsteil ist. Der südliche Teil ist an seiner Süd-, Ost- und Nordseite lückenlos von Stallungen und anderen Wirtschaftsgebäuden umgeben, die im Südosten der Kurve der L 3220 folgen. Der Innenhof wird zum größten Teil durch zwei Dressurvierecke eingenommen. Im Südwesten steht, unmittelbar rechts (östlich) der heutigen Hofeinfahrt, das im klassizistischen Stil erbaute sogenannte Pächterhaus, welches den Hof an dieser Seite abschließt. Links (westlich) der Hofzufahrt steht die schmucke kleine ehemalige Schmiede, heute ein Wohngebäude.
Der Nordteil, der ursprüngliche Kern des Gutshofs, war früher von einem Wassergraben umgeben, der nicht mehr erhalten ist. Heute erinnern nur drei verschieden große Teiche unmittelbar westlich und südlich des Hofs daran. Die Zufahrt zum Hof war ursprünglich über eine Brücke über den Wassergraben und durch ein Torhaus. Das stattliche, langgestreckte Torbogenhaus von etwa 22 × 8 m Grundfläche stammt in seiner heutigen Form aus dem Jahre 1649. Über einem massiven Erdgeschoss aus Sandsteinquadern und einem schönen, 1834 erneuerten Fachwerkobergeschoss mit hellgrauem Gebälk trägt es mittig auf dem First des Satteldachs einen viereckigen, schieferverschalten und -gedeckten Dachreiter mit Wetterfahne. Durch die Mitte des Baus führt die zweigeschossige einstige Rundbogendurchfahrt, über der sich ein niedriges Zwerchhaus mit flachem Spitzgiebel erhebt. Beiderseits des Torbogens befinden sich in beiden Geschossen jeweils zwei Doppelfenster mit rot-weiß gestrichenen Läden. Beide Haushälften sind heute zu Wohnungen ausgebaut.
An der Nordseite des Anwesens, von der Straße aus nur teilweise sichtbar, steht das dreigeschossige Herrenhaus aus dem Jahre 1660 mit seinem roten Fachwerkgebälk. Der Bau wurde im 19. Jahrhundert erweitert. An beiden Enden wurde das giebelseitige Walmdach jeweils durch nicht ganz Firsthohe, von der Vorder- bis zur Rückfront durchgehende Zwerchhäuser mit verschieferten Giebeln komplementiert bzw. ersetzt, was den Eindruck von zwei rechtwinklig angebauten Seitenflügeln erweckt.
In der Mitte des parkähnlichen, im Osten durch große Bäume zur L 3220 hin abgeschirmten Hofs zwischen dem Herrenhaus und den Wirtschaftsgebäuden steht ein Brunnen mit Sandsteineinfassung. Hinter dem Herrenhaus erstreckt sich ein baumbestandener Park nach Norden.
Das Gut Bodenhausen ist in Privatbesitz und der Öffentlichkeit nicht zugänglich, aber von der L 3220 aus kann man in das sehenswerte Gehöft hineinschauen und insbesondere das stattliche Torhaus gut sehen. Im Gutspark befindet sich eine Eiche mit einem Brusthöhenumfang von 7,05 m (2016).